# Aurora (Colorado)
Aurora [əˈɹəʊɹɚ / əˈɹɔɹɚ] (Latein für Morgenröte) ist eine Stadt im Arapahoe County, Adams County und Douglas County im US-Bundesstaat Colorado. Das U.S. Census Bureau hat bei der Volkszählung 2020 eine Einwohnerzahl von 386.261 auf einer Fläche von 369,7 km² ermittelt.

## Geographie
Auroras geographische Koordinaten sind 39° 42′ N, 104° 48′ W (39,695887, −104,808101). Die Stadt liegt amtlich in einer Höhe von 1668 m, doch liegt der niedrigste Punkt der Stadt mit 1611 m an der Stelle, wo der Sand Creek im Nordwesten Auroras das Stadtgebiet verlässt, um fast dreihundert Meter tiefer als die höchste Erhebung mit 1899 m nahe der südlichen Grenze innerhalb Douglas County bei der Kreuzung von Inspiration Road und Gartrell Road.
|                    | Denver                                          |  |
| Denver, Centennial | Kompassrose, die auf Nachbargemeinden zeigt     |  |
|                    | Greenwood Village, Centennial, Foxfield, Parker |  |

Nach Angaben des United States Census Bureaus von 2000 hat die Stadt eine Fläche von 370 Quadratkilometern, wovon 0,52 km² (= 0,17 %) Gewässerflächen waren. Durch Erweiterungen hat sich die Fläche zum Zeitpunkt des United States Census 2010 auf 401 km² erhöht. Die Stadt ist damit flächenmäßig größer als Denver und rangiert diesbezüglich auf dem 54. Platz innerhalb der Vereinigten Staaten.
Aurora liegt in einem kalten semiariden Klima (Klimaklassifikation nach Köppen und Geiger: BSk).

## Demographie
Zum Zeitpunkt des United States Census 2000 bewohnten Aurora 276.393 Personen. Die Bevölkerungsdichte betrug 748,9 Personen pro km². Es gab 109.260 Wohneinheiten, durchschnittlich 296,0 pro km². Die Bevölkerung Auroras bestand zu 48,9 % aus Weißen, 14,5 % Schwarzen oder African American, 0,8 % Native American, 4,4 % Asian, 0,2 % Pacific Islander, 8,1 % gaben an, anderen Rassen anzugehören und 4,2 % nannten zwei oder mehr Rassen. 19,8 % der Bevölkerung erklärten, Hispanos oder Latinos jeglicher Rasse zu sein.
Die Bewohner Auroras verteilten sich auf 105.625 Haushalte, von denen in 35,5 % Kinder unter 18 Jahren lebten. 46,9 % der Haushalte stellten Verheiratete, 13,1 % hatten einen weiblichen Haushaltsvorstand ohne Ehemann und 34,8 % bildeten keine Familien. 27,4 % der Haushalte bestanden aus Einzelpersonen und in 5,7 % aller Haushalte lebte jemand im Alter von 65 Jahren oder mehr alleine. Die durchschnittliche Haushaltsgröße betrug 2,60 und die durchschnittliche Familiengröße 3,19 Personen.
Die Bevölkerung verteilte sich auf 27,6 % Minderjährige, 10,1 % 18–24-Jährige, 34,7 % 25–44-Jährige, 20,2 % 45–64-Jährige und 7,4 % im Alter von 65 Jahren oder mehr. Der Median des Alters betrug 32 Jahre. Auf jeweils 100 Frauen entfielen 98,1 Männer. Bei den über 18-Jährigen entfielen auf 100 Frauen 95,8 Männer.
Das mittlere Haushaltseinkommen in Aurora betrug 46.507 US-Dollar und das mittlere Familieneinkommen erreichte die Höhe von 52.551 US-Dollar. Das Durchschnittseinkommen der Männer betrug 35.963 US-Dollar, gegenüber 30.080 US-Dollar bei den Frauen. Das Pro-Kopf-Einkommen belief sich auf 21.095 US-Dollar. 8,9 % der Bevölkerung und 6,8 % der Familien hatten ein Einkommen unterhalb der Armutsgrenze, davon waren 12,0 % der Minderjährigen und 6,1 % der Altersgruppe 65 Jahre und mehr betroffen.

## Wirtschaft
Den Angaben des Aurora Economic Development Council zufolge sind die größten öffentlichen Arbeitgeber in der Stadt:
| # | Arbeitgeber                     | Zahl der Arbeitnehmer |
| - | ------------------------------- | --------------------- |
| 1 | Buckley Air Force Base          | 12.100                |
| 2 | Anschutz Medical Campus         | 06.360                |
| 3 | University of Colorado Hospital | 04.050                |
| 4 | Aurora Public Schools           | 04.020                |
| 5 | Cherry Creek Schools            | 03.820                |
| 6 | City of Aurora                  | 03.740                |
| 7 | Community College of Aurora     | 0.0510                |

Die zehn größten privatwirtschaftlichen Arbeitgeber in der Stadt sind demnach:
| #  | Arbeitgeber                  | Zahl der Arbeitnehmer |
| -- | ---------------------------- | --------------------- |
| 1  | Children’s Hospital Colorado | 4.100                 |
| 2  | Raytheon                     | 2.200                 |
| 3  | Kaiser Permanente            | 1.690                 |
| 4  | ADT Security Services        | 1.600                 |
| 5  | The Medical Center of Aurora | 1.480                 |
| 6  | Northrop Grumman             | 0.920                 |
| 7  | Lockheed Martin              | 0.810                 |
| 8  | Staples                      | 0.800                 |
| 9  | Beverage Distributors        | 0.600                 |
| 10 | Advantage Security           | 0.580                 |

### Schienenverkehr
Aurora wird durch die Linie R bzw. Aurora Line/I-225 Rail des S-Bahn-System FasTracks im Umland von Denver erschlossen. Durch Aurora führt die von der Kansas Pacific Railway 1870 fertiggestellte Bahnstrecke Kansas City–Denver. Heute wird die Strecke von der Union Pacific Railroad betrieben. Von dieser Strecke führen mehrere Industrieanschlussgleise nach Norden und Süden.
Nach Süden durch das Stadtgebiet bestand auch eine durch die Union Pacific betriebene, heute zurückgebaute Strecke, die das Bunell Fitzsimons Army Hospital, die Lowry Air Force Base und die Buckley Air National Guard Base ans Schienennetz anschloss.

## Söhne und Töchter der Stadt
- John Kerry (* 1943), Politiker und ehemaliger Außenminister der USA
- Jim Collins (* 1958), ehem. Professor an der Stanford University
- Tia Fuller (* 1976), Jazzmusikerin
- Zachery Ty Bryan (* 1981), Schauspieler
- Penny Flame (* 1983), ehem. Pornodarstellerin und Fotomodell
- Mike McDaniel (* 1983), Footballtrainer
- Gabe Evans (* 1986), Politiker
- Michelle Lomnicki (* 1987), Fußballspielerin
- Taylor Ritzel (* 1988), Ruderin
- Kaela Edwards (* 1993), Mittelstreckenläuferin
- Bri Campos (* 1994), mexikanische Fußballspielerin
- Civana Kuhlmann (* 1999), Fußballspielerin
- Michaela Onyenwere (* 1999), Basketballspielerin

## Amoklauf bei Batman-Premiere
Am frühen Morgen des 20. Juli 2012 kam es bei einer Premiere des Films The Dark Knight Rises zu einem Amoklauf, bei dem im Century 16 Movie Theatre zwölf Kinogänger erschossen und über 50 weitere teilweise schwer verletzt wurden.

## Partnerstädte
- Seongnam (Südkorea), seit dem 27. Juli 1992